# Diecéze szombathelyská
Diecéze szombathelyská (maďarsky Szombathelyi egyházmegye, latinsky Dioecesis Sabariensis) je římskokatolická diecéze v Maďarsku, podřízená metropolitní arcidiecézi veszprémské. Hlavním chrámem diecéze je katedrála Navštívení Panny Marie v Szombathely, které je zároveň sídlem biskupa. Současným biskupem je János Székely, jejž 18. června 2017 jmenoval papež František a 8. července téhož roku převzal úřad.

## Historie

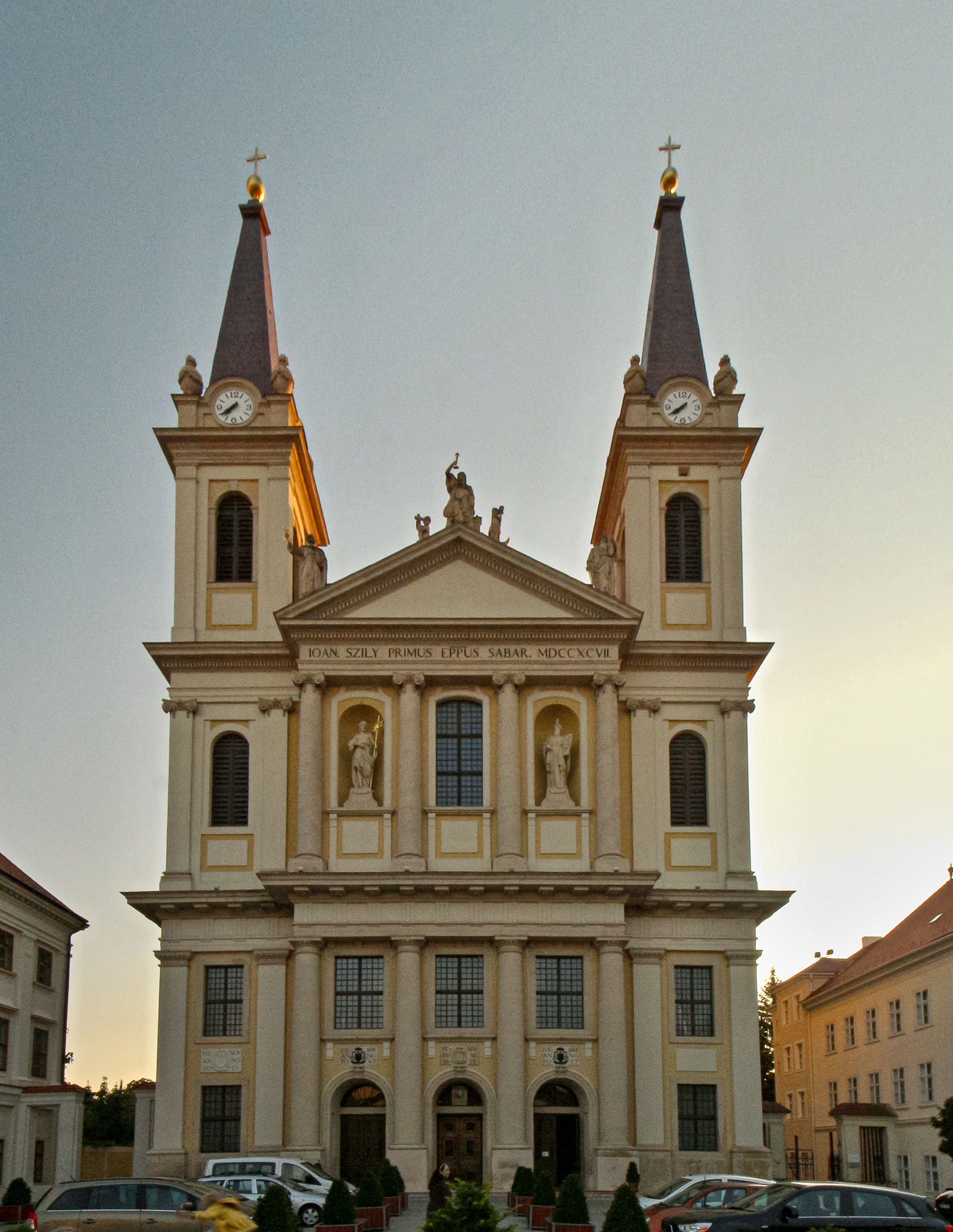
Katedrála Navštívení Panny Marie v Szombathely

Szombathely (dříve česky též Kamenec, německy Steinamanger), původně Savaria, bylo významné středisko římské provincie Pannonia, založené Římany v roce 45. Město bylo přirozeným náboženským centrem Panonie, později hlavního města Panonnia Prima. Existovala zde také křesťanská komunita, kterou však kolem roku 400 zničili nejprve Hunové a poté, kolem roku 550, Avaři.
Císař Karel Veliký zdejší oblast kolonizoval německými osadníky a v roce 803 ji podřídil salcburské arcidiecézi. Král Ludvík II. († 876) daroval Kamenec salcburskému arcibiskupovi Adalwinovi († 873) v roce 860. Za uherského krále Štěpána I. byla oblast pravděpodobně v roce 1000 podřízena správě rábské diecéze.
Marie Terezie v roce 1777 se souhlasem papeže Pia VI. nechala z částí rábské, veszprémské a záhřebské diecéze vytvořit diecézi v Szombathely. Za prvního biskupa Jánose Szilyho vznikl seminář a biskupský palác.
Stavba katedrály byla zahájena v roce 1791 a byla dokončena až v roce 1821.
V roce 1922, podle Trianonské smlouvy oblast s přibližně 100 000 věřícími připadla nově zřízené apoštolské správě diecéze eisenstadtské. V roce 1923 byly farnosti přibližně 67 000 věřícími začleněny do diecéze labotsko-mariborské.
Dne 31. května 1993 byla diecéze podřízena nově ustavené arcidiecézi veszprémské.
Patronem diecéze je svatý Martin z Tours, který se v Sabarii kolem roku 316 narodil.

## Biskupové
- János Szily (1777–1799)
- František de Paula Hrzán z Harasova (1799–1804)
- Lipót Perlaki Somogy (1806–1822)
- András Bőle (1822-1844)
- Gábor Balassa (1844-1851)
- Ferenc Szenczy (1852-1869)
- Imre Szabó (1869-1881)
- Kornél Hidasy (1882–1900)
- Vilmos István (1901-1910)
- János Mikes (1911-1936)
- József Grősz (1936-1944) (poté arcibiskup z Kalocsa)
- Sándor Kovács 1945–1972
- Árpád Fábián OPraem (1972–1986)
- István Konkoly (1987-2006)
- András Veres (2006-2016) (tehdejší biskup Győru)
- János Székely (od roku 2017)